# Buda Koṇḍañña
Buda Koṇḍañña fue uno de los 28 budas predecesores al histórico Buda Gautama, fundador del Budismo. 
Nació en Rammavati durante el Periodo védico de la India antigua; perteneció a la casta hindú de los Kshatriya. Su padre fue un rey llamado Sundana y su madre la reina Sujata. Vivió por diez mil años como un laico en las localidades antiguas de Ruci, Suruei y Subha. Su esposa se llamaba Rudidevi y su hijo Vijitasena.
En una ocasión, Koṇḍañña partió de su hogar por un tiempo decidido a practicar el ascetisismo. Se iluminó 10 meses después, luego de recibir leche de arroz de la hija de un mercader llamada Yasodhara. 
Su árbol Bodi fue el árbol Salakalyani, y su primer sermón fue dirigido a diez grupos de monjes en un lugar llamado Devavana cerca de la ciudad antigua de Amarvati. Tuvo tres grupos de discípulos, el primero fue dirigido por Subhadda, el segundo por Vijitasena y finalmente el tercero por Udena.
Murió a los cien mil años en la ciudad antigua de Canarama donde una estupa de siete leguas de altura fue construida sobre sus reliquias. En los comentarios sobre el Buddhavamsa, se dice que las reliquias de Koṇḍañña no fueron dispersadas sino que se mantuvieron como una sola masa.
Sus discípulos principales fueron Bhada y Subhadda entre los monjes y Tissa y Upatissa entre las monjas. Anurudda fue su asistente. Sus principales creyentes laicos fueron Sona y Upasona entre los hombres y Nanda y Sirima entre las mujeres. Fue rey de las ciudades antiguas de Vijitavi y de Candavati.